# Rafik Hariri

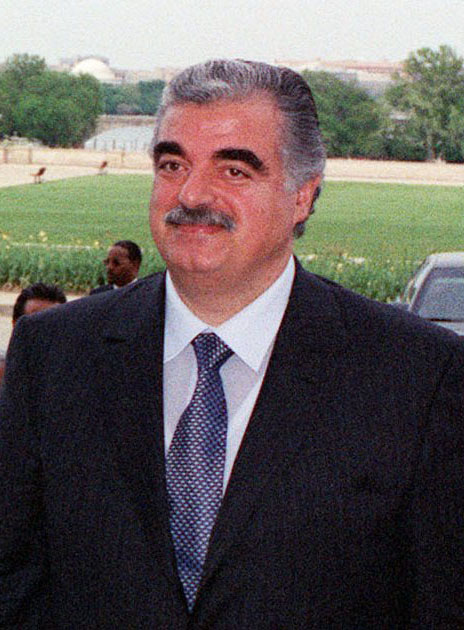
Rafik Hariri (2001)

Rafik Baha El Deen Al Hariri (Arabisch: رفيق بهاء الدين الحريري) (Sidon, 1 november 1944 – Beiroet, 14 februari 2005) was een Libanese zakenman, miljardair en gedurende een tiental jaren premier van dat land. Hij kwam om het leven bij een bomaanslag.

## Ondernemer
Hij verdiende zijn kapitaal in de jaren 1970 als ondernemer in de bouw in Saoedi-Arabië. Van dat land kreeg hij in 1978 de nationaliteit als beloning voor het bouwen van een paleis voor de toenmalige Saoedische koning Khalid.

## Premier van Libanon
Van 1992 tot 1998 en van 2000 tot 20 oktober 2004 was hij premier van Libanon. Hij kon dit worden omdat hij een soennitische moslim was en bij de Libanese autonomie in 1943 was afgesproken dat uit die geledingen de premier geleverd zou worden, een afspraak die nog eens was bevestigd in het vredesakkoord van Taif uit 1989.
Hij was niet alleen een bestuurder maar doneerde ook een groot gedeelte van zijn kapitaal aan het heropbouwen van de tijdens de Libanese Burgeroorlog kapotgeschoten hoofdstad Beiroet. Daarnaast gaf hij veel geld uit voor (hoger) onderwijs zoals studiebeurzen.
Alhoewel Hariri als gematigd pro-Syrisch werd beschouwd, verzette hij zich in 1998 tegen de verkiezing van de pro-Syrische generaal Emile Lahoud tot president van Libanon. Hij trad af, maar keerde twee jaar later terug aan het hoofd van de regering. De omstreden herbenoeming van Lahoud in 2004 was voor hem reden om zijn premierschap neer te leggen.

## Moord

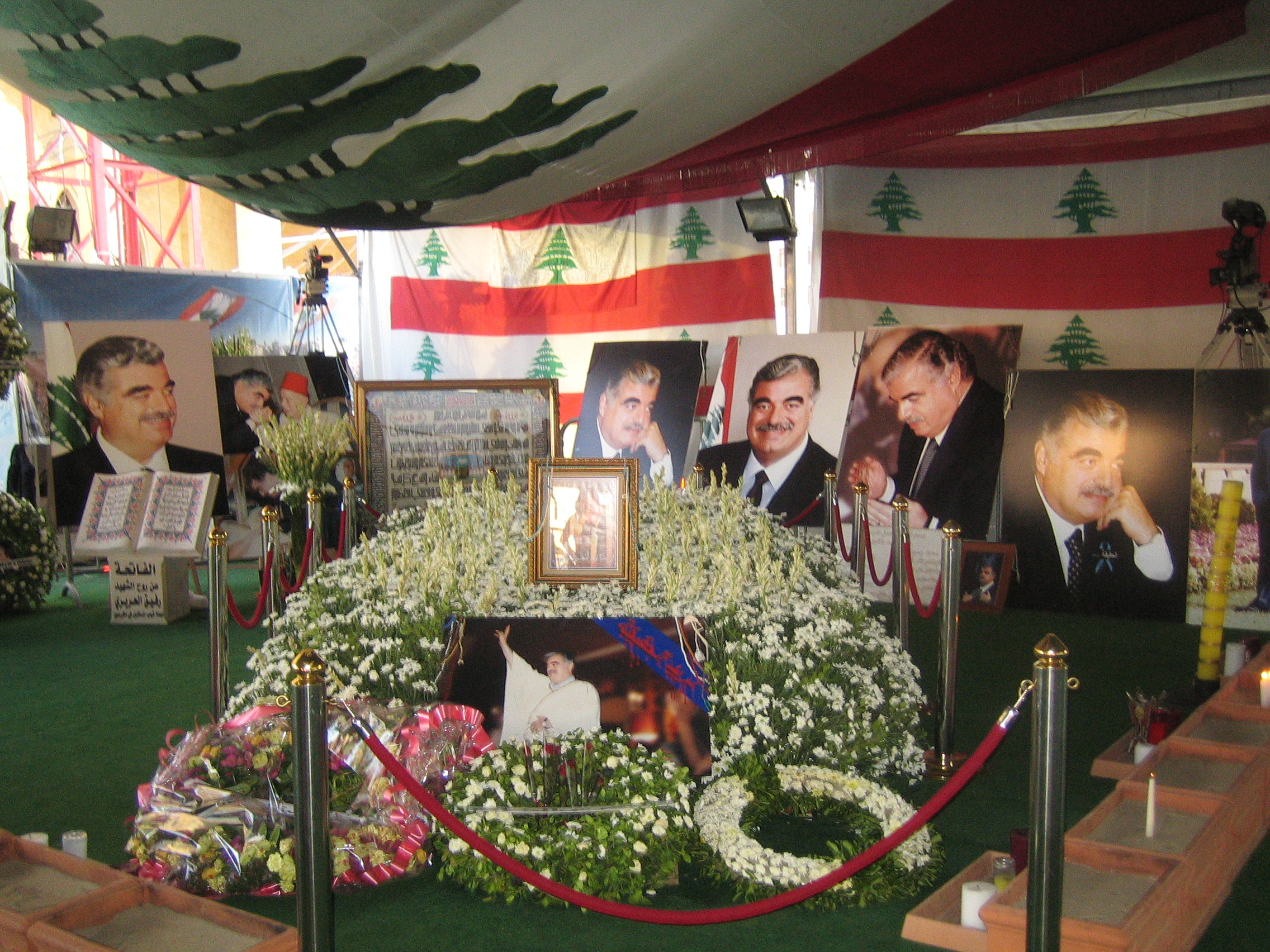

Op 14 februari 2005 werd hij samen met 22 anderen gedood bij een autobomaanslag in het centrum van Beiroet. De aanslag, die mogelijkerwijs een zelfmoordaanslag was, werd opgeëist door een groepering die zichzelf "Jihad en Ondersteuning in de Levant" noemt, een tot dusver onbekende organisatie.
Hariri werd op 16 februari begraven bij de Mohammad al-Amin-moskee; deze moskee had hij indertijd medegefinancierd, en hij zou haar nog komen openen. Zijn gewelddadige dood bracht een grote schok bij de Libanese bevolking teweeg; op zijn begrafenis kwamen dan ook honderdduizenden mensen af. Op verzoek van de naaste familie waren geen vertegenwoordigers van de regering van Libanon aanwezig. Wel was de Franse president Jacques Chirac welkom. In Libanon werden drie dagen van nationale rouw in acht genomen. Diverse groepen grepen de begrafenis aan om te demonstreren tegen de Syrische militaire aanwezigheid in Libanon. Aanhangers van Hariri beschuldigden Syrië ervan achter de aanslag te zitten die dat echter tegensprak.

### Politieke gevolgen
Na de aanslag riepen de Verenigde Staten hun ambassadeur uit de Syrische hoofdstad Damascus terug. Ook riepen diverse landen, waaronder de VS, Frankrijk en de Europese Unie, Syrië op om conform VN-resolutie 1559 de troepen uit Libanon terug te trekken.
Op 28 februari 2005, exact twee weken na de moordaanslag, trad de Libanese regering af. De Libanese premier Omar Karami deed dit onder meer met de motivering dat de regering niet het lopende onderzoek naar de bomaanslag in de weg moest staan. Echter, twee weken later werd Omar Karami opnieuw aangesteld als minister-president. De oppositie noemde deze aanstelling de "tweede moord" op Hariri: eerst werd zijn lichaam vermoord, nu ook zijn nagedachtenis. Omar Karami aanvaardde zijn benoeming, onder het voorbehoud dat hij alleen opnieuw aan de slag wilde indien de oppositie vertegenwoordigd was.
Vier weken na de moordaanslag werd in het centrum van Beiroet een massademonstratie gehouden, met naar schatting 1 miljoen deelnemers.
Rafik Hariri's zoon Saad Hariri leidde tijdens de verkiezingen van juni 2005 een coalitie genaamd 'Lijst Martelaar Rafik Hariri', die de verkiezingen met een grote meerderheid won. Ook in 2009 behaalde hij een meerderheid tegenover een pro-Syrische coalitie. Hij was echter pas in staat een regering te vormen nadat Saudi-Arabië en Syrië in Damascus een akkoord hadden bereikt over de toekomst van Libanon.

### Onderzoek naar de moord
Na de moord werd door de Verenigde Naties middels resolutie 1595 een onderzoek gestart naar de daders van de aanslag. Het onderzoeksteam onder leiding van Peter FitzGerald bracht op 24 maart 2005 een rapport uit. Hierin werd de verantwoordelijkheid voor de gespannen situatie bij buurland Syrië gelegd en gesteld dat de Libanese veiligheidsdiensten niet in staat dan wel onwillig waren om een professioneel politieonderzoek uit te voeren. Het rapport besloot met de aanbeveling om een vervolg-commissie in te stellen met als taak om alsnog een volwaardig politieonderzoek uit te voeren onder auspiciën van de Verenigde Naties.
De resultaten van dit vervolgonderzoek onder leiding van de Duitser Detlev Mehlis werden op 21 oktober 2005 gepresenteerd en een tweede voortgangsrapport werd op 12 december gepresenteerd. De gevonden bewijzen wezen op betrokkenheid van Syrië en de pro-Syrische elementen in de Libanese veiligheidsdiensten. In totaal werden 19 personen als verdachten beschouwd. Het rapport besloot met aanbevelingen voor het verdere onderzoek.
Op 30 mei 2007 besloot de Veiligheidsraad tot de oprichting van het Speciaal Tribunaal voor Libanon ("Libanontribunaal") om de daders te berechten, in resolutie 1757. Dit tribunaal zetelde in de Nederlandse plaats Leidschendam. Op 13 juli 2010 werd de eerste openbare zitting van het tribunaal gehouden.
Op 23 mei 2009 schreef het Duitse weekblad Der Spiegel op gezag van een bron bij het Libanontribunaal dat de militante partij van sjiitische moslims Hezbollah achter de aanslag zat. Uit een analyse van telecom-gegevens zou blijken dat tot twintig Hezbollah-agenten voor en tijdens de aanslag in de buurt waren van de daders.
Hezbollah daarentegen droeg in 2010 materiaal over aan de Libanese hoofdaanklager waaruit zou blijken dat Israël betrokken was bij de liquidatie. De hoofdaanklager overhandigde deze informatie, Israëlische luchtopnames, aan het Libanontribunaal.
In december 2020 werd de Libanees Salim Ayyash door het Libanontribunaal veroordeeld voor de moord op Hariri. Hem werd vijfmaal een levenslange gevangenisstraf opgelegd maar de dader was tijdens de uitspraak nog steeds voortvluchtig.